# Montainville (Yvelines)
Montainville è un comune francese di 586 abitanti situato nel dipartimento degli Yvelines nella regione dell'Île-de-France.

## Società

### Evoluzione demografica
Abitanti censiti